# 阿修罗 (印度神话)

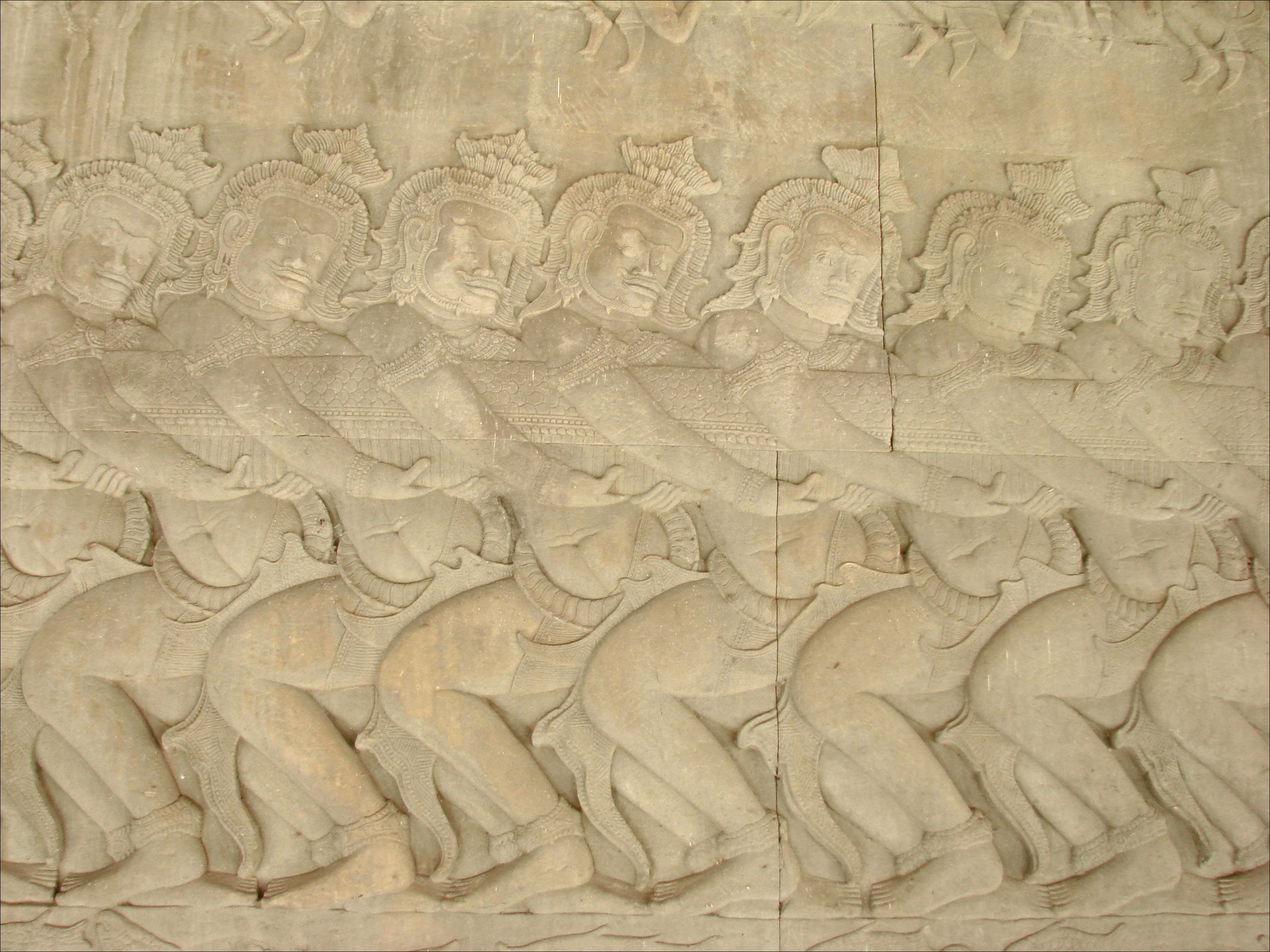
柬埔寨吴哥窟的阿修罗浮雕

印度教神話的阿修罗，義為大力神，是一群追求力量的神靈，與提婆互相對抗，阿修羅有時被視為暴力的神靈。

## 概述
阿修罗及提婆（包括那伽）都是生主的後代。最早期的吠陀教文獻記載提婆族司掌自然現象，如黎明女神乌莎斯及氣候神／雷神因陀羅。而阿修罗族是一群司掌道德及社會的神祇，如伐楼拿（佛教名：水天）掌管天則與理法梨多，和跋伽守護信徒的財富與婚姻；密多羅（佛教名：彌勒菩薩）、伐楼拿及弗栗多都是很具知名度的阿修罗神祇。毗楼遮那（佛教名：大日如來）、松巴和尼森巴原為阿修罗王，後被佛教吸收成為佛陀的稱號。
在吠陀教早期的神話中，仁善的阿修羅被稱為阿底提耶（Aditya），由伐樓那（Varuna）所領導，而殘惡的阿修羅被稱為陀那婆（Danava），由弗利多（ Vritra）所領導（p.  4）。 
後來婆羅門教的文獻如《往世书》和《过去如是说》中，提婆與阿修罗兩方之間的差別開始被明確地二元化，阿修罗作為提婆的敵人被描寫成邪惡的一眾。根據《薄伽梵歌》16.6章的詳細描述，世界上所有的生命都帶有daivi sampad（神聖的特質，提婆的詞根）或asuri sampad（惡魔的特質，阿修罗的詞根）。總結《薄伽梵歌》16.4章，asuri sampad代表了傲慢、自負、妄想、狂怒、嚴肅及無知。部分正直善良的原為阿修罗的神靈，如伐楼拿，後期就因此而在神話中被「易族」至提婆一方。

## 佛敎神話中的阿修羅
佛教诞生于古印度，对婆羅門教神话中的阿修羅作出新的解释，有说分佈在五道轮回中的各道，随着大乘佛教興起，它提出六道轮回説，将阿修罗列為單獨的道趣，并且在神話中吸收阿修罗到天龙八部護法神队伍中。

## 詞源和同源文明對比

### 和北歐神話中的阿薩神族的同源性
中土一般情况下是将其中的“阿”（a-）字解作“非、不、无”，这和“阿弥陀佛”的“阿”字是同一个，a-有印欧语同源词英文、拉丁文an-/un-/a-。对“修罗”（-sura）词义的解释较多，有：天、端正、酒、同类等等。合起来爲“非天”、“无酒”、“无端正”等。「非天说」阿修罗有天神的福报却没有其德性，似天非天；「无酒」就是说不喝酒，传说阿修罗本用海水酿酒，因海水苦鹹，酒味不佳，阿修罗嫉妒忉利天神有美酒佳肴，一怒之下不再饮酒；「无端正」就是说貌醜，佛经解阿修罗男性相貌極醜陋，女性美貌多姿，常迷倒天人，故阿修罗常与忉利天人联姻。
现今一些語言學家卻认为，梵語asura一詞不是由a-（非、不）词根组合而来，而是和古諾斯語的æsir（即北歐神話中的阿薩神族）及阿維斯陀語的ahura（可見於祆教善神阿胡拉·馬自達的名字之中）一詞為同源詞，在其他印欧语同源词中有大王、王公等含义；故或爲固定拼写的单词，本就是一类神靈的名称，但這一説法仍有很大的爭議性。